# سنگ‌چشم دمگاه‌حنایی
سنگ‌چشم دمگاه حنایی یا سنگ‌چشم دم‌دراز (نام علمی: Lanius schach) نام یک گونه از تیره سنگ‌چشم است.
سال ۹۲ این پرنده در استان خراسان رضوی ایران دیده شد که یک قرن از آخرین مشاهدهٔ آن در ایران توسط زارودنی (جانورشناس معروف) در سال ۱۸۹۶ می‌گذرد.